# Taura (Nigeria)
Pour les articles homonymes, voir Taura (homonymie).
Taura, est une zone de gouvernement local de l'État de Jigawa au Nigeria,.

## Source
- (en) Cet article est partiellement ou en totalité issu de l’article de Wikipédia en anglais intitulé « Taura, Jigawa » (voir la liste des auteurs).